# Sampson (Pferd)
Sampson, später Mammoth genannt, (* 1846, † um 1866) war ein Shire-Horse-Wallach und das größte Pferd der Welt.

## Leben
Sampson wurde in Toddington Mills in Bedfordshire im Jahr 1846 von Thomas Cleaver gezüchtet. Er wurde an Captain Samuel Bennett nach London verkauft. 1850 wurde seine Größe auf 21,25 Handbreit gemessen, was umgerechnet 2,19 m sind und ihn somit zum größten Pferd der Welt machen. Mit einem Gewicht von 1524 kg gilt Sampson zudem als schwerstes Pferd der Welt, wobei er den zuvor angenommenen Rekordhalter Brooklyn Supreme um 70 kg übertrifft. Aufgrund seiner Größe wurde er später in Mammoth (deutsch Mammut) umbenannt. Sampson diente bis zu seinem Tod, dessen genaues Jahr unbekannt ist, jedoch nach einigen Quellen um 1866 beträgt, als Acker- und Kutschpferd.

## Erwähnung in der Musik

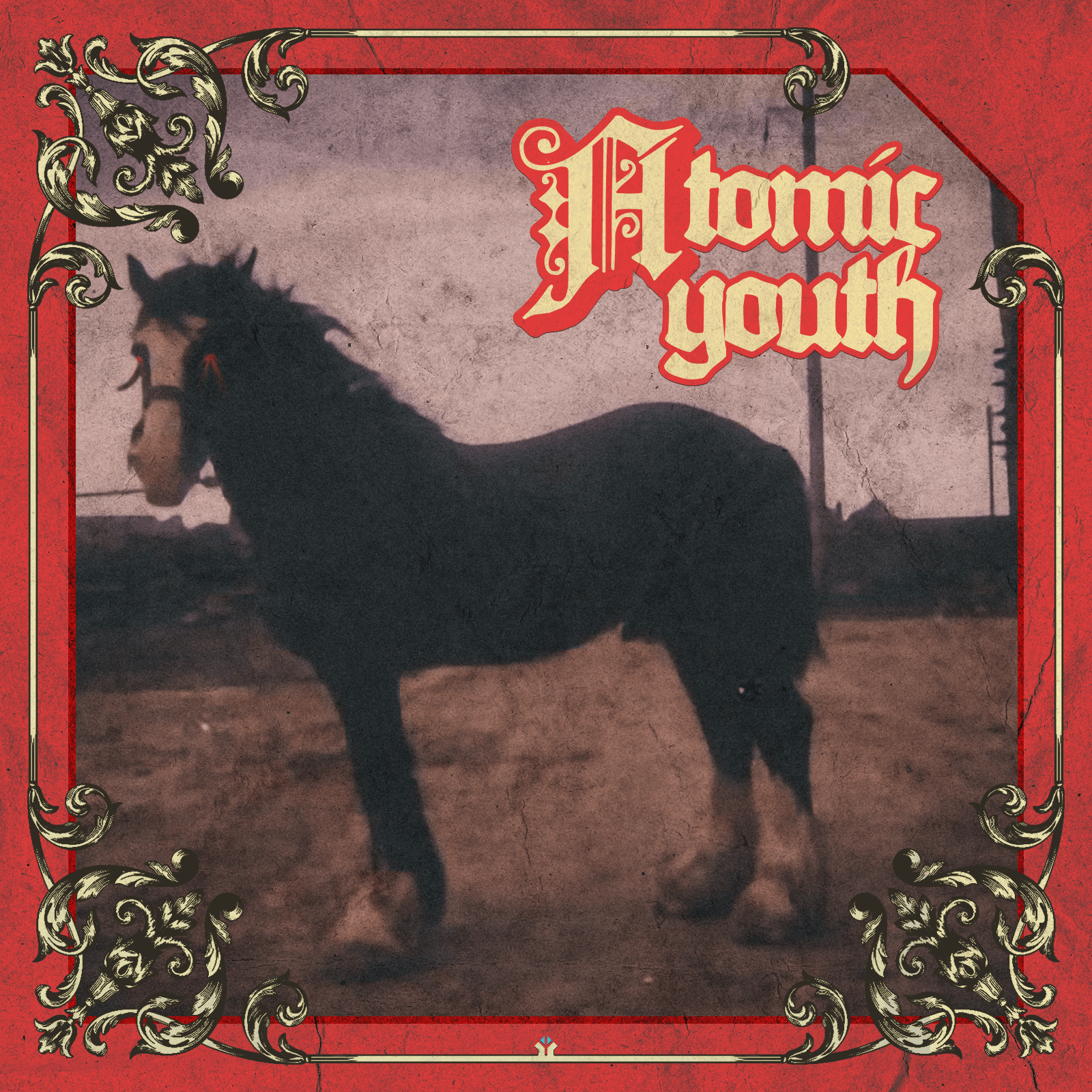
Albumcover von Sampson Was a Shire Horse

Laut Angaben von Bedfordshire Live gab es ein Lied, das speziell für Sampson getextet wurde:

Thomas Cleaver's horse Sampson stood tall.

By all records the tallest of all.

Still under age two, how his testicles grew!

Tom bawled, ‘Soon he won't fit in his stall!’
Auch die Band Atomic Youth widmete ihren Song Sampson Was a Shire Horse dem Pferd.